# PZL Bielsko SZD-30
De SZD-30 of Pirat (Nederlands: Piraat) is een solo-zweefvliegtuig. Het toestel is nog deels van hout en linnen vervaardigd en werd samen met populaire opleidings-trainers als de ASK 13 ingezet als overgangstrainer in de VVO-1 fase. Omdat de ASK 13 veelal vervangen is door nieuwe kunststof toestellen als de DG-1000 en ASK 21, is ook de Pirat veelal uitgefaseerd.
De Pirat kenmerkt zich door zijn geknikte vleugels. Het vliegtuig is een hoogdekker met één centrale vleugel, waaraan twee tippen zitten. Deze tippen staan onder een licht geknikte hoek tegenover de vleugel. Bij het demonteren worden deze twee tippen gedemonteerd, waarna deze apart worden opgeslagen.

## Geschiedenis
De Pirat werd in 1966 aan het publiek voorgesteld. Na een succesvolle introductie werd een fors aantal orders geplaatst. De productie begon in 1967 bij Bielsko in Polen en is tot ver in de jaren 80 doorgegaan. Toen de kunststof zweefvliegtuigen de zweefwereld begonnen te veroveren, nam de vraag naar houten toestellen als de Pirat af. Hierdoor is PZL in de jaren tachtig gestopt met de productie van de Pirat, en heeft later de SZD-51-1 "Junior" geïntroduceerd als hun antwoord op de kunststof overgangstrainers.

## Functies
De Pirat wordt vooral ingezet als overgangstrainer. Dit houdt in dat solisten van de tweezitter afkomen, en hun VVO-1 (voortgezette vliegopleiding) zelfstandig oefenen & afronden op deze trainer.
De Pirat is gecertificeerd om een aantal aerobatics uit te voeren:
- Positieve Looping
- Stall Turn
- Hoge Bocht
- Spin
- Barrall Roll

Enkele Pirat-vliegtuigen zijn later zelfstandig gemodificeerd om tot een betere prestatie te komen. Hierdoor hebben zij wel moeten inleveren op maximale belasting. Hierdoor zijn sommige Pirats lager gecertificeerd, deze mogen niet alle bovenstaande aerobatics uitvoeren.

## Pirats in Nederland
Nederland heeft in de jaren 80 en '90 enkele Pirats gekend. Deze zijn echter allemaal weer verkocht. Vooral door de vraag naar "plastic" zweefvliegtuigen, met een aanmerkelijk betere prestatie.
Medio 2009 was er één geregistreerde Pirat in Nederland aanwezig. Dit was de PH-430, gestationeerd op Vliegveld Hilversum (EHHV). Deze Pirat vliegt in de weekenden lokaal rond.